# Patinação artística nos Jogos Olímpicos de Inverno de 1972 - Individual feminino
A competição individual feminina da patinação artística nos Jogos Olímpicos de Inverno de 1972 foi disputado entre 19 patinadoras.

## Medalhistas
| Ouro   | AUT Beatrix Schuba  |
| Prata  | CAN Karen Magnussen |
| Bronze | USA Janet Lynn      |

## Resultados
| #                 | Nome                | País                   | PC | PL | Pontos | Pos. |
| ----------------- | ------------------- | ---------------------- | -- | -- | ------ | ---- |
| Medalha de ouro   | Beatrix Schuba      | AUT Áustria            | 1  | 7  | 2751.5 | 9    |
| Medalha de prata  | Karen Magnussen     | CAN Canadá             | 3  | 2  | 2673.2 | 23   |
| Medalha de bronze | Janet Lynn          | USA Estados Unidos     | 4  | 1  | 2663.1 | 27   |
| 4                 | Julie Lynn Holmes   | USA Estados Unidos     | 2  | 8  | 2627.0 | 39   |
| 5                 | Zsuzsa Almassy      | HUN Hungria            | 5  | 4  | 2592.4 | 47   |
| 6                 | Sonja Morgenstern   | GDR Alemanha Oriental  | 8  | 3  | 2579.4 | 53   |
| 7                 | Rita Trapanese      | ITA Itália             | 6  | 6  | 2574.8 | 55   |
| 8                 | Christine Errath    | GDR Alemanha Oriental  | 11 | 5  | 2489.3 | 78   |
| 9                 | Charlotte Walter    | SUI Suíça              | 7  | 13 | 2467.3 | 86   |
| 10                | Kazumi Yamashita    | JPN Japão              | 10 | 10 | 2449.9 | 93   |
| 11                | Jean Scott          | GBR Grã-Bretanha       | 9  | 11 | 2436.8 | 101  |
| 12                | Suna Murray         | USA Estados Unidos     | 13 | 9  | 2426.2 | 102  |
| 13                | Catherine Irwin     | CAN Canadá             | 12 | 12 | 2383.4 | 116  |
| 14                | Isabelle de Navarre | FRG Alemanha Ocidental | 16 | 14 | 2340.0 | 128  |
| 15                | Anita Johansson     | SWE Suécia             | 14 | 15 | 2349.3 | 131  |
| 16                | Dianne de Leeuw     | NED Países Baixos      | 15 | 16 | 2298.7 | 143  |
| 17                | Sonja Balun         | AUT Áustria            | 17 | 17 | 2260.6 | 148  |
| 18                | Marina Sanaya       | URS União Soviética    | 19 | 18 | 2198.6 | 160  |
| 19                | Myung-Su Chang      | KOR Coreia do Sul      | 18 | 19 | 2117.0 | 171  |

Legenda
| Recorde mundial      | Recorde mundial (World record)               |                       | Recorde africano                      | Recorde africano (African) |                                           | Q | Classificado por posição (Qualified) |
| Recorde olímpico     | Recorde olímpico (Olympic record)            | Recorde da América    | Recorde da América (Americas)         | q                          | Classificado por melhor tempo (Qualified) |   |                                      |
| Melhor marca do ano  | Melhor marca do ano (World leading)          | Recorde asiático      | Recorde asiático (Asian)              | DNS                        | Não largou (Did not start)                |   |                                      |
| Recorde nacional     | Recorde nacional (National record)           | Recorde europeu       | Recorde europeu (European)            | DNF                        | Não terminou (Did not finish)             |   |                                      |
| Recorde pessoal      | Recorde pessoal do atleta (Personal best)    | Recorde da Oceania    | Recorde da Oceania (Oceania)          | DSQ / DQ                   | Desclassificado (Disqualified)            |   |                                      |
| Recorde da temporada | Recorde da temporada do atleta (Season best) | Recorde sul-americano | Recorde sul-americano (South America) | NM                         | Sem marca (No mark)                       |   |                                      |